# Heliconius eratoformis
Heliconius eratoformis är en fjärilsart som beskrevs av Heinrich Neustetter 1931. Heliconius eratoformis ingår i släktet Heliconius och familjen praktfjärilar. Inga underarter finns listade i Catalogue of Life.